# Jennings Randolph

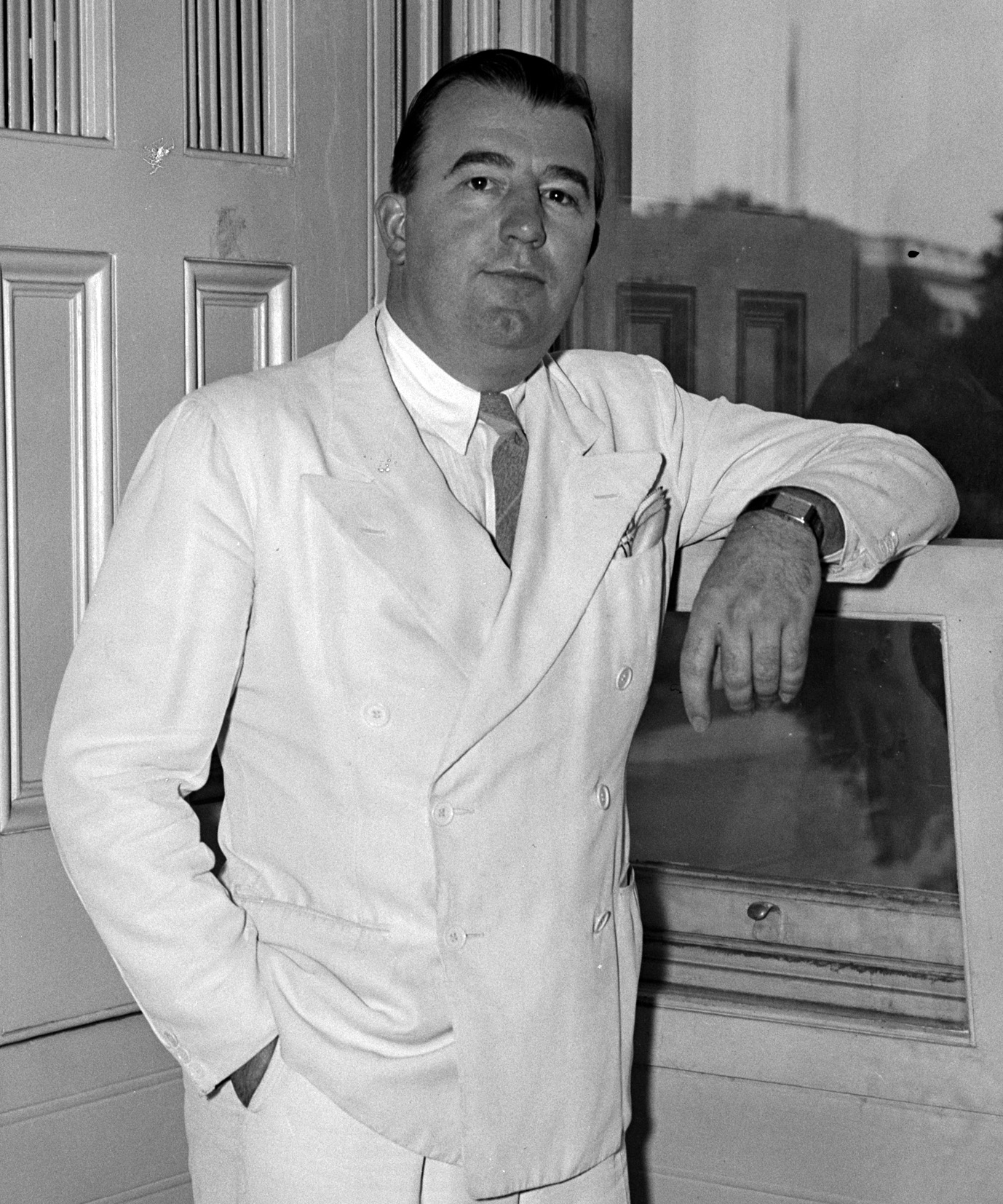
Jennings Randolph

Jennings Randolph und Jimmy Carter

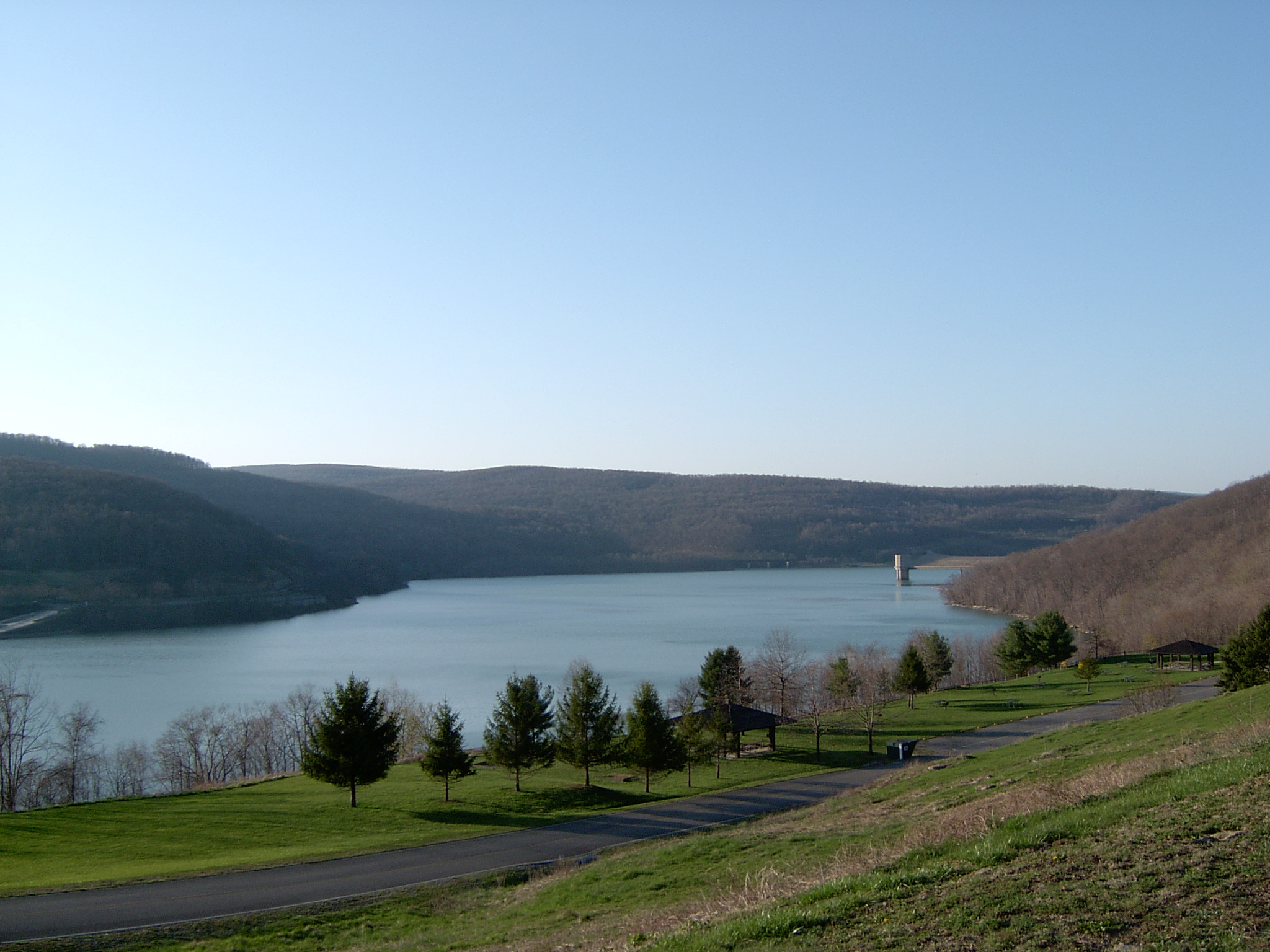
Der Jennings Randolph Lake im Mineral County, West Virginia trägt den Namen von Jennings Randolph

Jennings Randolph (* 8. März 1902 in Salem, Harrison County, West Virginia; † 8. Mai 1998 in St. Louis, Missouri) war ein US-amerikanischer Politiker, der als Repräsentant des Bundesstaates West Virginia in beiden Kammern des Kongresses der Vereinigten Staaten vertreten war.

## Leben
Jennings Randolph stammt direkt von Edmund Randolph, dem ersten United States Attorney General im Kabinett Washington, ab. Benannt wurde er nach dem dreimaligen Präsidentschaftskandidaten William Jennings Bryan. Auch Randolphs Vater Ernest war Politiker, der zwei Amtsperioden lang Bürgermeister von Salem war.
Jennings Randolph wuchs in Salem, einer Kleinstadt im Harrison County, heran und wurde im Glauben der Siebenten-Tags-Adventisten erzogen. Nach dem Besuch der Salem Academy, an welchem er 1918 seinen Abschluss erwarb, schrieb er sich am Salem College ein, an dem er 1924 graduierte. Schon während seiner College-Zeit begann er als freiberuflicher Sportreporter für eine Wochenzeitung in Clarksburg zu arbeiten. 1924 zog er nach Charleston, wo er hauptberuflich, ebenfalls im Sportbereich, für die West Virginia Review, ein monatlich publiziertes Blatt, tätig war. 1926 nahm er eine Stelle am Davis & Elkins College in Elkins an. Hier war er in der Marketing-Abteilung tätig sowie als Fachdirektor für die sportliche Ausrichtung der Schule verantwortlich. In weiterer Folge unterrichtete er auch am College Journalismus und beriet die Studierenden bei der Herstellung der Schülerzeitung.
1930 kandidierte Randolph als Parteimitglied der Demokratischen Partei erstmals für einen Sitz im Repräsentantenhaus der Vereinigten Staaten. Bei der Wahl gegen den republikanischen Amtsinhaber Frank L. Bowman unterlag Randolph jedoch um rund 1200 Stimmen. Zwei Jahre später, 1932, kandidierte er erneut, wiederum gegen Bowman, und konnte diesmal einen Sieg davontragen. Im Alter von 30 Jahren zog Randolph am 4. März 1933 als Abgeordneter in den Kongress ein. Kurz vor seiner Amtseinführung heiratete er am 18. Februar 1933 in Keyser. Mit seiner Frau Mary Katherine Babb bekam er zwei Söhne, Jennings (* 1934) und Frank (* 1938). Jennings und Mary Randolph waren rund 48 Jahre verheiratet. Sie starb im März 1981 an Krebs.
Randolph zählte im Kongress zu jenen Abgeordneten, die maßgeblichen Anteil an Franklin D. Roosevelts New Deal hatten. Da die Demokraten im 73. Kongress über eine deutliche Anzahl an Mandaten verfügten, ernannte Henry T. Rainey, der Sprecher des Repräsentantenhauses, nicht weniger als 15 Assistenten, darunter auch Jennings Randolph, der als Sprecher für die Staaten West Virginia und Ohio fungierte. Randolph wurde in fünf Wiederwahlen in seinem Amt bestätigt, doch als der Republikaner Melvin C. Snyder, der als Soldat aus dem Zweiten Weltkrieg nach Hause gekommen war und in den Augen vieler Wähler als Kriegsheld gegolten hatte, 1946 gegen Randolph kandidierte, unterlag dieser jedoch Snyder.
Nach seinem Ausscheiden aus dem Kongress wechselte Randolph in die Privatwirtschaft und arbeitete von Februar 1947 bis April 1958 im Bereich der Öffentlichkeitsarbeit und später als Vizepräsident der Fluggesellschaft Capital Airlines, die 1961 mit United Airlines fusionierte. Unter seiner Verantwortung stieg Capital zur fünftgrößten zivilen Fluggesellschaft der Vereinigten Staaten auf. Gleichzeitig war er Gastredner an verschiedenen Universitäten, sprach auf Bundesparteitagen der Demokraten und galt Ende der 1950er Jahre als eine der einflussreichsten politischen Persönlichkeiten West Virginias.
1958 gab Randolph seine Absicht bekannt, für das Amt des US-Senators für West Virginia zu kandidieren. Nach dem Tod von Senator Matthew M. Neely im Januar desselben Jahres war es notwendig geworden, eine Nachwahl abzuhalten, in der Randolph zusammen mit Robert Byrd, der für den zweiten Senatssitz kandidiert hatte, gewählt wurde. Randolph wurde danach Mitglied im Committee on Labor, einem Senatsausschuss, in dem er sich für die Schaffung neuer Arbeitsplätze starkmachte. 1960 wurde Randolph erstmals im Rahmen einer Senatswahl in seinem Mandat bestätigt. Insgesamt saß Jennings Randolph 36 Jahre im Senat, ehe er 1984 bekannt gab, nicht erneut zu kandidieren. Er schied am 3. Januar 1985 aus dem US-Parlament aus.
Die letzten Jahre seines Lebens verbrachte er in St. Louis, Missouri, wo er im Mai 1998 im Alter von 96 Jahren starb.

## Vermächtnis
Bereits 1941, während seiner Zeit als Kongressabgeordneter, war unter seiner Federführung der 26. Verfassungszusatz verabschiedet worden, dem zufolge das Wahlrecht der US-Bürger ab dem 18. Lebensjahr ausgeübt werden durfte.
Auch setzte sich Randolph stets für die Interessen der sozial Benachteiligten, für die Rechte von Behinderten und das finanzielle Auskommen von Langzeitarbeitslosen ein. Zudem machte er sich für Menschen- und Bürgerrechte stark.
Die Interstate 79 führt während ihres Verlaufs in West Virginia den Beinamen Jennings Randolph Highway.